# Polyplectropus jonam
Polyplectropus jonam är en nattsländeart som beskrevs av Malicky 1993. Polyplectropus jonam ingår i släktet Polyplectropus och familjen fångstnätnattsländor. Inga underarter finns listade i Catalogue of Life.